# Königinhofer Handschrift

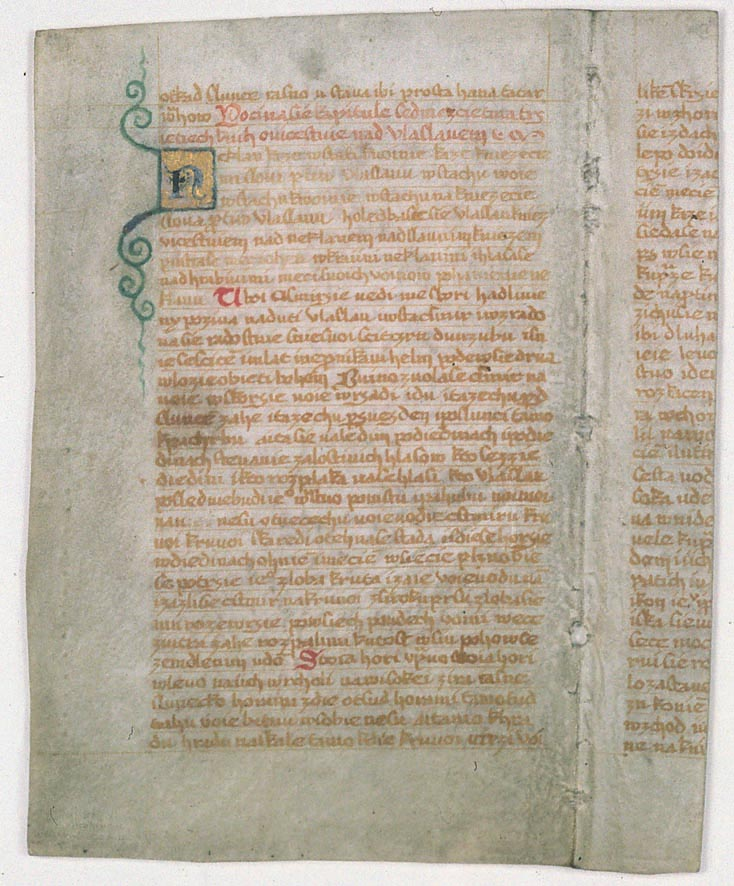
Seite der Königinhofer Handschrift

Die Königinhofer Handschrift (tschechisch Rukopis královédvorský) ist eine vermutlich von Václav Hanka im 19. Jahrhundert hergestellte und von ihm veröffentlichte Fälschung einer mittelalterlichen Liedersammlung mit 14 Gedichten und Gedichtfragmenten epischer und lyrischer Form in alttschechischer Sprache. Nach der angeblichen Auffindung durch Václav Hanka 1817 wurde die Handschrift zur Grundlage eines romantisierenden, nationalen tschechischen Geschichtsbilds. Besonders in den 1860er und 1880er Jahren wurde ein erbitterter Streit um ihre Echtheit geführt.

## Beschreibung der Handschrift
Die im Nationalmuseum Prag (Národní muzeum) aufbewahrte Handschrift besteht aus sieben Pergament-Doppelblättern, die beidseitig mit kleiner, zierlicher Schrift beschrieben wurden. Zwei Blätter sind nicht beschrieben und auf eine Länge von etwa 3/4 der normalen Seitenhöhe abgeschnitten, so dass die Handschrift aus 24 ganzen Seiten und vier sogenannten Streifen besteht. Die Blätter sind annähernd von gleicher Größe 12 cm hoch und zwischen 7 und 8 cm breit. Die Streifen sind 2 cm breit. Die Anzahl der Zeilen pro Seite beträgt zwischen 31 und 33. Das Pergament ist vergilbt und stellenweise verschmutzt. Die Handschrift ist mit zinnoberroten Kapitelüberschriften und sieben Initialen verziert.

## Inhalt

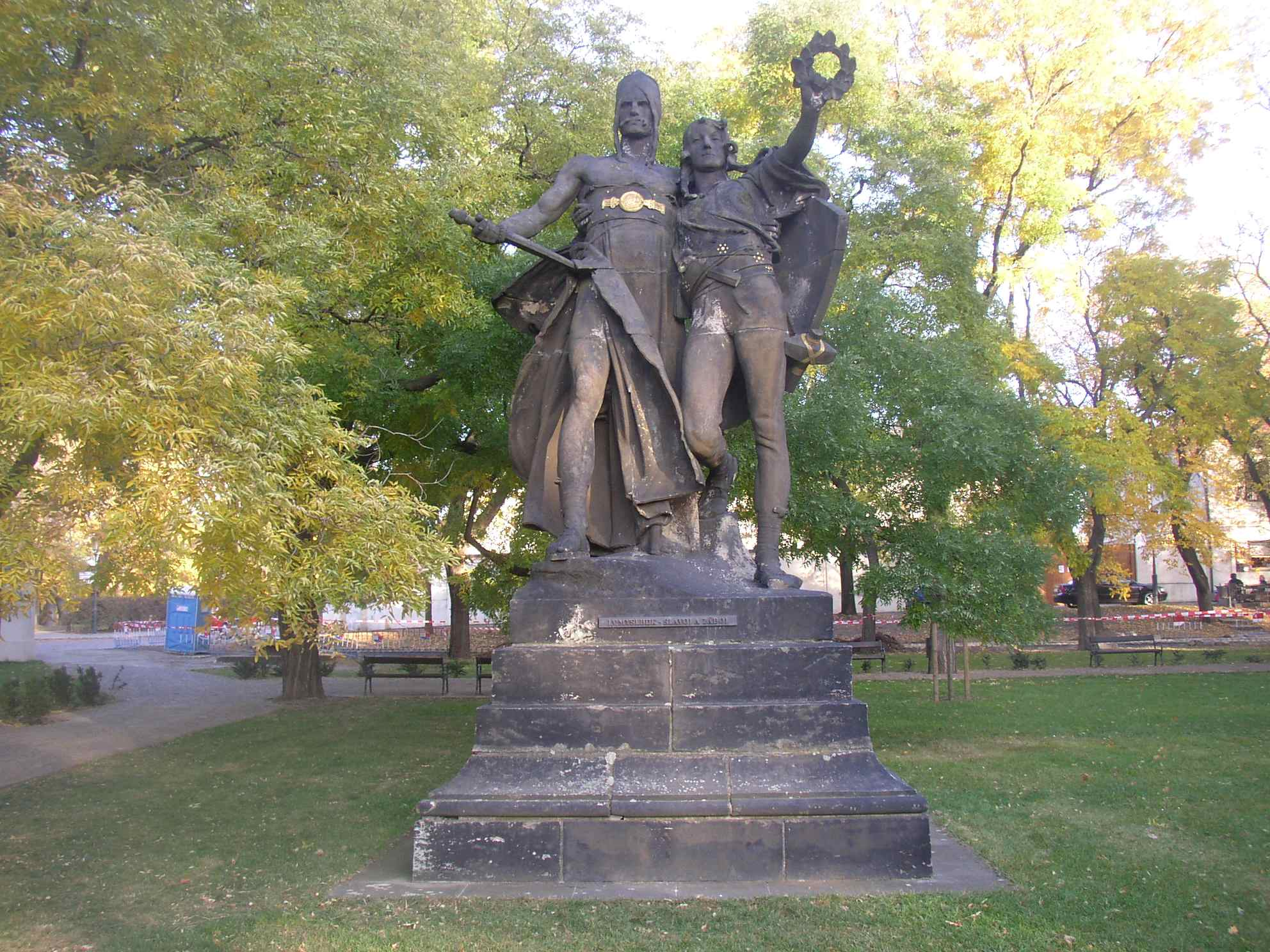
Záboj und Slavoj
von Josef Václav Myslbek (1881)

Das Fragment des ersten Gedichts schildert die Vertreibung der Polen aus Prag 1004 und stimmt mit den Angaben der Hajekschen Chronik überein; das zweite Gedicht schildert die Niederlage eines sächsischen Heerhaufens, das dritte den angeblichen Sieg des böhmisch-mährischen Heers unter Jaroslaw über die Tataren bei Olmütz 1241. Das vierte Gedicht schildert den Sieg über Vlaslaw, von welchem der Chronist Cosmas von Prag in Chronica Boemorum berichtet, das fünfte ein altböhmisches Turnier; das sechste feiert den Sieg der heidnischen Häuptlinge Zaboj und Slavoj über einen christlichen Feldherrn Lüdek (Ludwig?) angeblich 805. Der Rest besteht aus kleineren Liedern im Volkston ohne besondere Aufschriften.

## Geschichte

### Hintergrund
Nach der Niederlage der Böhmen in der Schlacht am Weißen Berg 1620 wurde Deutsch in Böhmen durch die Verneuerte Landesordnung zur gleichberechtigten Amtssprache erhoben. Ab dem Ende des 18. Jahrhunderts forderten Intellektuelle eine Tschechische Nationale Wiedergeburt, die mit Pflege, Anerkennung und Verwendung der tschechischen Sprache einhergehen sollte.

### Veröffentlichung und Ausgaben

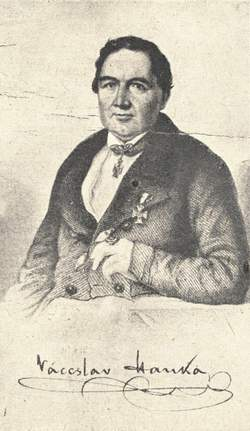
Václav Hanka

In dieser Stimmung des nationalen Aufbruchs behauptete der Sprachwissenschaftler und Herausgeber altslawischer Texte Václav Hanka, am 16. September 1817 im Turmkeller der Dekaneikirche St. Johannes der Täufer in Dvůr Králové nad Labem (Königinhof an der Elbe) eine Handschrift aufgefunden zu haben. Hanka datierte die Handschrift aufgrund der enthaltenen geschichtlichen Zusammenhänge in das 13. Jahrhundert; die enthaltenen Lieder galten damit als das älteste bekannte Dokument tschechischer Literatur.
Für das 1818 u. a. von Hanka gegründete Nationalmuseum in Prag wurden historische Quellen aller Art gesammelt, den größten Teil der Sammlung machten dabei Chroniken aus. Als tschechisches Pendant zu der von zeitgenössischen deutschen Dichtern der Romantik verehrten hochmittelalterlichen Dichtung war die Handschrift daher eine willkommene Ergänzung der Sammlung, um den Status der Tschechen als kulturell hochstehende Nation zu untermauern.
1818 legte Hanka mit der Grünberger Handschrift nach, die angeblich auf Schloss Grünberg aufgefunden wurde und dem Landesmuseum, dessen Archivar Hanka inzwischen war, angeblich anonym übergeben wurde. Diese Handschrift enthielt Werke, die in das 9. und 10. Jahrhundert datiert wurden.
Hanka versah den Urtext der Königinhofer Handschrift zunächst mit einer eigenen Übersetzung in modernes Tschechisch und einer deutschen Übertragung von Václav Svoboda  und veröffentlichte den sensationellen Fund 1819 in dieser Form. Das Buch erregte allgemeines Aufsehen: Goethe, Jacob Grimm, François-René de Chateaubriand, Cesare Cantù u. a. bekundeten freudiges Erstaunen, und Hanka erhielt Auszeichnungen und Ehrenmitgliedschaften gelehrter Gesellschaften aus ganz Europa.
Eine polnische Übersetzung durch Lucjan Siemieński erschien 1836 in Krakau, eine weitere deutsche Ausgabe von Josef Mathias Graf von Thun erschien unter dem Titel Gedichte aus Böhmens Vorzeit 1845 in Prag. 1852 gab Hanka eine „Polyglotte“, d. h. eine Ausgabe der Werke der Handschrift mit Übersetzungen in viele europäische Sprachen heraus; 1859 erschien Siegfried Kappers Neuübersetzung ins Deutsche, 1862 ein photographisches Faksimile, 1873 eine illustrierte Ausgabe und 1879 eine weitere neue Ausgabe.

### Frühe Rezeption
Die Handschrift beeinflusste die Literatur der tschechischen Romantik, und in der Zeit der Nationalen Renaissance wurde sie zusammen mit der Grünberger Handschrift – wie von Hanka beabsichtigt – zu einem bedeutenden nationalen Symbol der Tschechen. Der Historiker František Palacký schrieb nicht zuletzt auf Grundlage der Handschriften eine Geschichte von Böhmen (1836–1837), deren Tenor der Kampf von friedliebenden Slawen und gewaltsam eindringenden Germanen bildet. Antonín Dvořák vertonte vier Texte aus der Handschrift als Lieder.

### Streit um die Handschriften und Nachweis der Fälschung
Die Echtheit der Königinhofer wie der Grünberger Handschrift wurde schon bald ebenso eifrig angefochten wie verteidigt. So erklärte gleich nach dem Bekanntwerden der Grünberger Handschrift Josef Dobrovský diese als Fälschung, František Palacký und Pavel Jozef Šafárik dagegen nahmen sie 1840 in Schutz. Ab 1858 kam vermehrt wissenschaftliche Kritik auf, ein anonymer Autor bezeichnete die Handschrift 1858 in einem Zeitungsartikel als Fälschung. Die allgemeine Empörung war groß, und der Herausgeber der Zeitung wurde aufgrund einer Klage Hankas zu einer Gefängnisstrafe verurteilt, jedoch von Kaiser Franz Joseph amnestiert. Andere Autoren reagierten mit ausführlichen Verteidigungen der Handschrift. Den Beweis der Fälschung lieferte 1859 der Historiker und spätere Wiener Universitätsprofessor Max Büdinger in der in München erschienenen Historischen Zeitschrift.
An Hankas Begräbnis 1861 nahmen Zigtausende national begeisterte Tschechen teil, die den ihrer Meinung nach zu Unrecht als Fälscher Beschuldigten auf seinem letzten Weg begleiten wollten.
Nach etwa 25 Jahren ohne aufsehenerregende Zwischenfälle, in denen die Handschriften von der Bevölkerung für unzweifelhaft echt, von internationalen wissenschaftlichen Kreisen aber weiterhin als umstritten betrachtet wurden, legten der Sprachwissenschaftler Jan Gebauer und die Prager Dozenten Jaroslav Goll und Tomáš Garrigue Masaryk durch Beiträge in der Zeitschrift Athenaeum 1886/1887 erneut dar, dass sowohl die Königinhofer als auch die Grünberger Handschrift Fälschungen seien. Sie konnten ausführlich darlegen, dass Hanka unter Mitwirkung der Schriftsteller Josef Linda (1791–1834) und Wazlaw Swoboda kunstvolle Fälschungen produziert habe. Sie hätten ihre eigenen romantischen Dichtungen ins Altböhmische übertragen und in mittelalterlicher Schrift auf altes Pergament geschrieben. Für Masaryk war Hanka der „tätigste Fälscher von alttschechischen Literaturwerken und Dokumenten“, eine moderne Nation – so Masaryk – solle sich nicht auf eine erfundene Vergangenheit berufen. Der Streit sprengte den Rahmen einer wissenschaftlichen Auseinandersetzung und wurde auf politischer und moralischer Ebene ausgetragen, inklusive persönlichen Beleidigungen. Masaryk musste 1893 sein Reichsrat- und Landtagsmandat niederlegen.
Tschechische Nationalisten ließen den Streit bis in die 1920er Jahre immer wieder aufkochen. Inzwischen war zwar der deutsch-tschechische Konflikt entschärft, doch bedeutete die Annahme einer Fälschung, eine ganze Generation verdienter nationaler Vorkämpfer in die Nähe der Lächerlichkeit zu stellen und das bereits verinnerlichte Geschichtsverständnis der tschechischen Nation noch einmal überdenken zu müssen.
Wissenschaftlich wurde durch eine Untersuchung von 1967, deren Ergebnisse erst in den 1990er Jahren veröffentlicht wurden, endgültig bewiesen, dass die Handschriften Fälschungen sind. Eine Urheberschaft Hankas gilt als wahrscheinlich; doch auch eine gutgläubige Veröffentlichung der Handschriften durch Hanka wird von einigen in Betracht gezogen.

### Verbleib der Handschriften
Die beiden Handschriften werden weiterhin im Tschechischen Nationalmuseum in der Hauptstadt Prag aufbewahrt – nunmehr stattdessen in der Abteilung für kostbare Handschriften des 19. Jahrhunderts.